# Digital Domain
Digital Domain est une société spécialisée dans les effets spéciaux numériques, créée par le réalisateur James Cameron, le spécialiste des effets spéciaux Stan Winston et le superviseur d'effets spéciaux Scott Ross. Son siège est situé à Venice (Los Angeles) en Californie.
Digital Domain a été créée au début des années 1990. Les trois premiers films auxquels elle a participé à partir de 1993 sont True Lies, Entretien avec un vampire (Interview With a Vampire) et Color of Night. Elle a depuis participé aux effets spéciaux d'une cinquantaine de films parmi lesquels Apollo 13, Armageddon, Le Cinquième Élément, How the Grinch Stole Christmas, O'Brother, Titanic, What Dreams May Come, Le Jour d'après,  I, Robot, ou encore L'Étrange Histoire de Benjamin Button.
En 2002, Digital Domain a créé D2 Software, une filiale qui commercialise le logiciel Nuke. Cependant, le 10 mars 2007, la compagnie The Foundry s'est attribué les droits pour ce logiciel.
Le 15 avril 2012, Digital Domain met en œuvre une reproduction holographique en deux dimensions de Tupac Shakur au Coachella Festival.